# Belmont (Doubs)
Belmont és un municipi francès situat al departament del Doubs i a la regió de Borgonya - Franc Comtat. L'any 2007 tenia 58 habitants.

## Demografia

### Població
El 2007 la població de fet de Belmont era de 58 persones. Hi havia 24 famílies de les quals 8 eren unipersonals (4 homes vivint sols i 4 dones vivint soles), 8 parelles sense fills i 8 parelles amb fills.
La població ha evolucionat segons el següent gràfic:
Habitants censats

### Habitatges
El 2007 hi havia 31 habitatges, 23 eren l'habitatge principal de la família, 4 eren segones residències i 4 estaven desocupats. 30 eren cases i 1 era un apartament. Dels 23 habitatges principals, 17 estaven ocupats pels seus propietaris, 4 estaven llogats i ocupats pels llogaters i 2 estaven cedits a títol gratuït; 1 tenia dues cambres, 3 en tenien tres, 8 en tenien quatre i 11 en tenien cinc o més. 18 habitatges disposaven pel capbaix d'una plaça de pàrquing. A 13 habitatges hi havia un automòbil i a 8 n'hi havia dos o més.

### Piràmide de població
La piràmide de població per edats i sexe el 2009 era:
| Homes | Edats   | Dones |
| ----- | ------- | ----- |
| 0     | 95 o +  | 0     |
| 0     | 90 a 94 | 0     |
| 0     | 85 a 89 | 0     |
| 0     | 80 a 84 | 0     |
| 0     | 75 a 79 | 0     |
| 4     | 70 a 74 | 4     |
| 0     | 65 a 69 | 0     |
| 4     | 60 a 64 | 0     |
| 0     | 55 a 59 | 0     |
| 0     | 50 a 54 | 0     |
| 4     | 45 a 49 | 4     |
| 0     | 40 a 44 | 0     |
| 4     | 35 a 39 | 4     |
| 4     | 30 a 34 | 4     |
| 0     | 25 a 29 | 0     |
| 0     | 20 a 24 | 0     |
| 4     | 15 a 19 | 0     |
| 4     | 10 a 14 | 8     |
| 8     | 5 a 9   | 8     |
| 0     | 0 a 4   | 12    |

## Economia
El 2007 la població en edat de treballar era de 34 persones, 23 eren actives i 11 eren inactives. De les 23 persones actives 22 estaven ocupades (12 homes i 10 dones) i 1 aturada (1 dona i 1 dona). De les 11 persones inactives 2 estaven jubilades i 9 estaven estudiant.
Activitats econòmiques
L'any 2000 a Belmont hi havia 6 explotacions agrícoles que ocupaven un total de 444 hectàrees.

## Fills il·lustres
- Louis Pergaud (1882 - 1915) escriptor, Premi Goncourt de l'any 1910.

## Poblacions més properes
El següent diagrama mostra les poblacions més properes.